# Hof Eich
Hof Eich ist eine Gehöftgruppe, die zum Ortsteil Geislitz der Gemeinde Linsengericht im Main-Kinzig-Kreis in Hessen gehört und historisch eine eigenständige Siedlung bildete.

## Lage
Hof Eich liegt 190 Meter über NN, 750 Meter südwestlich von Geislitz, am Eichelbach.

## Geschichte
Der Hof war ursprünglich ein Allod der Herren von Eppstein. 1379 wird er als Lehen des Adelsgeschlechts der Forstmeister von Gelnhausen, 1416 der Familie von Breitenbach aus Gelnhausen und später des Grafen Christoph von Stolberg genannt. 1545 kaufte die Vormundschaft des Grafen Philipp III. von Hanau-Münzenberg Hof Eich und vereinigt es mit dem Amt Altenhaßlau.
Nach dem Tod des letzten Hanauer Grafen, Johann Reinhard III., 1736, erbte Landgraf Friedrich I. von Hessen-Kassel aufgrund eines Erbvertrages aus dem Jahr 1643 die Grafschaft Hanau-Münzenberg und damit auch Hof Eich. 1674–1768 war Hof Eich an die von Edelsheim zu Lehen gegeben, 1779 wurde Prinz Karl von Hessen-Kassel mit dem Hof belehnt.
1821 kam Hof Eich, nunmehr im „Kurfürstentum Hessen“ genannten Hessen-Kassel gelegen, bei einer dort durchgeführten grundlegenden Verwaltungsreform zu dem neu gebildeten Landkreis Gelnhausen. 1895 lebten hier in 11 Häusern 73 Bewohner. Die Mühle wurde zu Beginn des 20. Jahrhunderts aufgegeben. In den 1930er Jahren war die Führung des Untergaus Kinzigtal des Bundes Deutscher Mädel hier untergebracht.
Am 1. September 1970 schlossen sich die vier bis dahin selbständigen Gemeinden Altenhaßlau, Eidengesäß, Geislitz (einschließlich des Hofes Eich) und Großenhausen zur neuen Gemeinde Linsengericht zusammen. Mit der hessischen Kreisgebietsreform ging der Landkreis Gelnhausen 1974 dann im Main-Kinzig-Kreis auf.

## Historische Namensformen
- Hof zu Eychin (1379)
- Hof Eiche (1416)
- Eich (1634)
- Eicher Hof (1779)